# Волластон (лунный кратер)
Кратер Волластон (лат. Wollaston) — маленький ударный кратер в Океане Бурь на видимой стороне Луны. Название присвоено в честь английского учёного открывшего палладий и родий, впервые получившего в чистом виде платину, Уильяма Хайда Волластона (1766—1828) и утверждено Международным астрономическим союзом в 1935 г. 

## Описание кратера

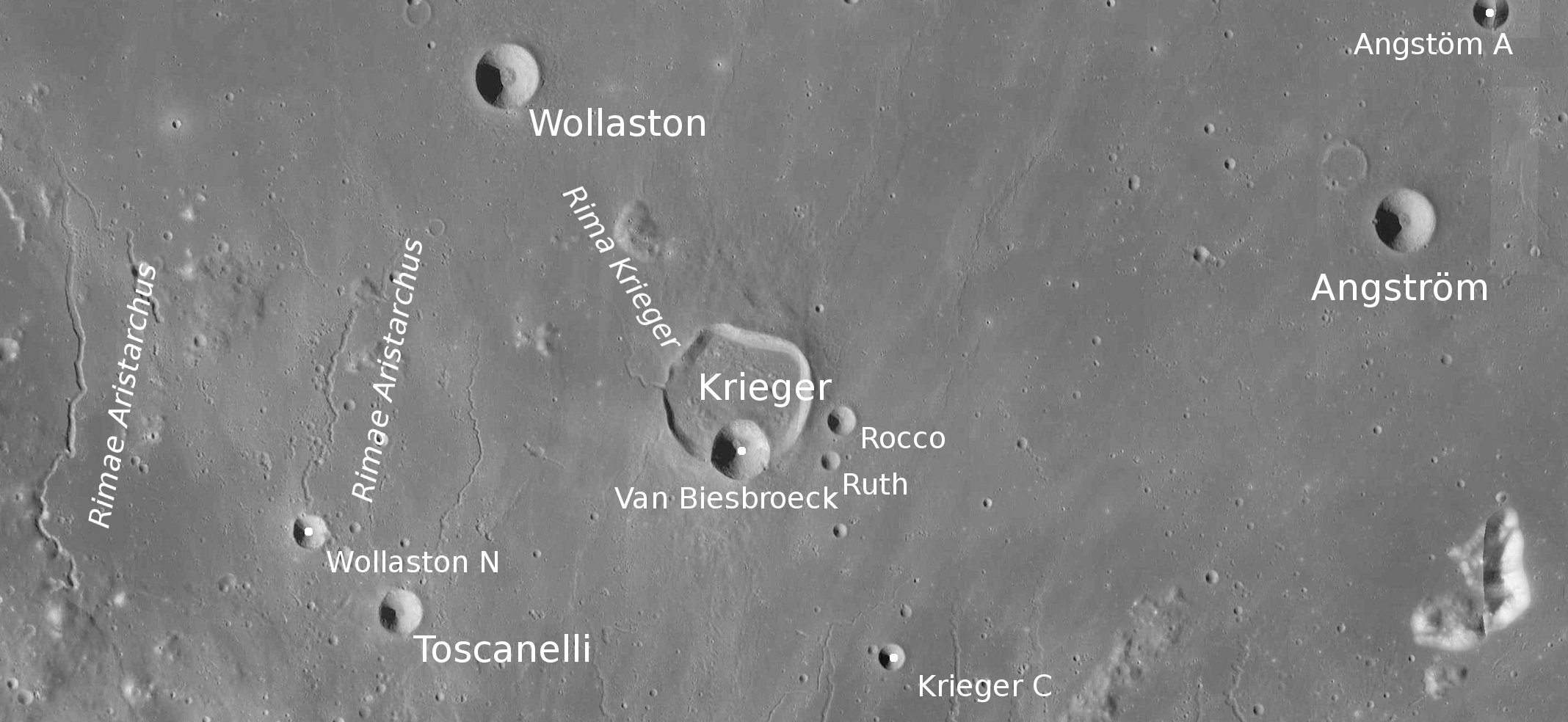
Окрестности кратера Волластон. Снимок Lunar Reconnaissance Orbiter.

Ближайшими соседями кратера являются кратер Нильсен на северо-западе, кратер Груйтуйзен на востоке-северо-востоке, кратер Ангстрем на востоке, кратер Кригер на юго-востоке и кратер Тосканелли на юге. На юго-западе от кратера находятся борозды Аристарха, на юге-юго-востоке борозда Кригера. Далее на юго востоке находятся горы Харбингер. Селенографические координаты центра кратера 30°36′ с. ш. 46°59′ з. д. / 30,6° с. ш. 46,98° з. д., диаметр 9,6 км, глубина 2,22 км.
Кратер имеет чашеобразную форму и альбедо значительно выше чем окружающая местность, что характерно для большинства молодых кратеров (об этом также говорят температурные аномалии, зарегистрированные в кратере во время лунных затмений). Хорошо видны породы, выброшенные при импакте образовавшем кратер. Средняя высота вала кратера над окружающей местностью 370 м, объем кратера составляет приблизительно 40 км³. По морфологическим признакам кратер относится к типу ALC (по наименованию типичного представителя этого типа — кратера Аль-Баттани C).

## Сателлитные кратеры
| Волластон | Координаты                                            | Диаметр, км |
| --------- | ----------------------------------------------------- | ----------- |
| D         | 33°10′ с. ш. 48°47′ з. д. / 33,16° с. ш. 48,79° з. д. | 4,3         |
| N         | 28°22′ с. ш. 48°08′ з. д. / 28,36° с. ш. 48,14° з. д. | 5,5         |
| P         | 29°16′ с. ш. 49°56′ з. д. / 29,26° с. ш. 49,94° з. д. | 4,0         |
| R         | 29°28′ с. ш. 50°52′ з. д. / 29,47° с. ш. 50,87° з. д. | 5,8         |
| U         | 30°59′ с. ш. 52°52′ з. д. / 30,99° с. ш. 52,87° з. д. | 2,9         |
| V         | 30°53′ с. ш. 53°59′ з. д. / 30,89° с. ш. 53,98° з. д. | 3,2         |

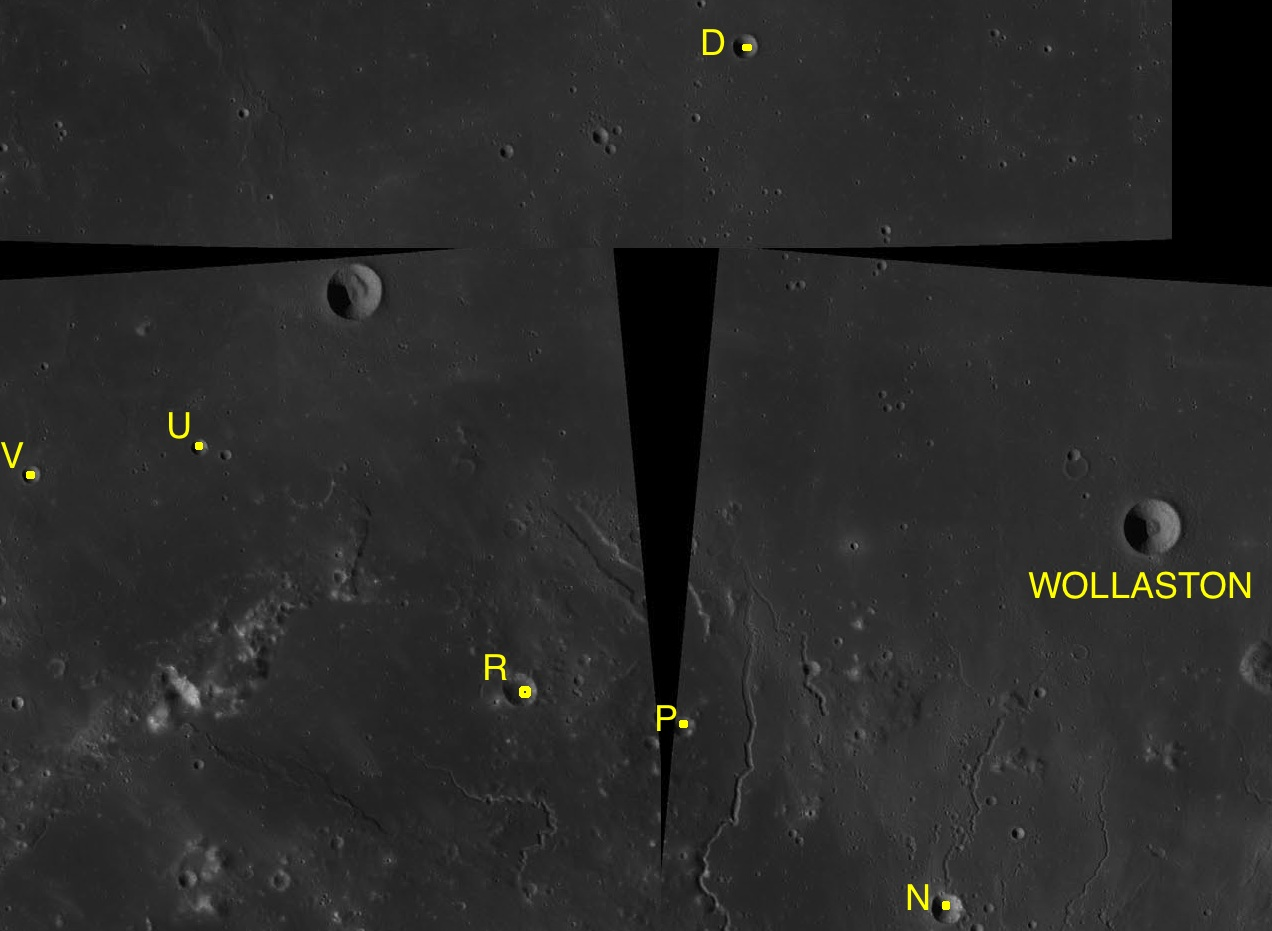
Фрагменты карт LAC-23, LAC-38, LAC-39.

- Сателлитный кратер Волластон C в 1973 г. переименован в кратер Нильсен.